# Puffer (automaty komórkowe)

Dwa puffery w Grze w życie: górny "brudny" i dolny "czysty"

W dziedzinie automatów komórkowych puffer train (dymiący pociąg), lub prosto puffer jest wzorem, który przemieszcza się po płaszczyźnie, pozostawiając za sobą inne struktury. Populacja struktury składającej się wyłącznie z puffera będzie więc rosła w nieskończoność.
Puffery różnią się od statków pozostawianiem za sobą innych układów. Niezależnie od tego, puffery również mają okres i prędkość, tak jak statki. 
Ze względu na rodzaj pozostawianych za sobą układów puffery podzielono na dwie klasy: czyste i brudne. Te pierwsze produkują nowe układy w sposób uporządkowany, podczas gdy te drugie wytwarzają chaotyczny zbiór struktur niestałych i oscylatorów.